# Sharon Lokedi
Sharon Lokedi (n. 10 de marzo de 1994) es una corredora de larga distancia keniana.

## Biografía
Nació en Kenia 1994. Se proclamó ganadora de la Maratón de Nueva York de 2022. Entre sus mejores marcas, se cuentan las siguientes:
| Distancia     | Marca    | Año  |
| ------------- | -------- | ---- |
| 1500 metros   | 4:24,00  | 2019 |
| 3000 metros   | 9:14,18  | 2021 |
| 5000 metros   | 15:18,03 | 2020 |
| 5 kilómetros  | 15:16    | 2022 |
| 10 kilómetros | 31:06    | 2022 |
| Media maratón | 1:08:14  | 2022 |
| Maratón       | 2:23:23  | 2022 |